# Романовські
Романовські (пол. Romanowscy) — шляхетські роди Польського Королівства. Бартош Папроцький та Шимон Окольський вважали їх гербом Бончу, Каспер Несецький — Божаволя. Протопластом роду є Ян Гліб Дедькович.

## Герб Божаволя
Представлені в Холмській землі.

### Особи
- Мартин, підписувався на Свіржі
- Миколай — підчаший львівський
- Ян Кароль — хорунжий, потім підкоморій холмський
- Єнджей — підсудок земський белзький, дружина — Ельжбета Святополк-Завадська
  - Катажина, дружина Казимира Свірзького
- Томаш — підкоморій холмський